# Мемориал братьев Знаменских 2004
46-й Мемориал братьев Знаменских — международный турнир по лёгкой атлетике, входивший в серию IAAF Grand Prix (II категория). Прошёл 8-9 июля 2004 года на Центральном стадионе в Казани, Россия. Дисциплины первого дня имели всероссийский статус, тогда как во второй день соревнований разыгрывались дисциплины Гран-при.

## Результаты

### Мужчины
| Дисциплина             | Золото                                                                                                   | Золото  | Серебро                                                                      | Серебро | Бронза                                                                 | Бронза  |
| ---------------------- | --- | ------- | ---------------------------------------------------------------------------- | ------- | ---------------------------------------------------------------------- | ------- |
| 100 м                  | Андрей Епишин Россия                                                                                     | 10,35   | Сергей Бычков Россия                                                         | 10,46   | Александр Смирнов Россия                                               | 10,46   |
| 200 м                  | Олег Сергеев Россия                                                                                      | 21,02   | Роман Смирнов Россия                                                         | 21,12   | Дмитрий Тенц Россия                                                    | 21,50   |
| 400 м                  | Антон Галкин Россия                                                                                      | 45,61   | Андрей Рудницкий Россия                                                      | 45,97   | Олег Мишуков Россия                                                    | 46,27   |
| 800 м                  | Рамиль Ариткулов Россия                                                                                  | 1.48,00 | Юрий Колдин Россия                                                           | 1.48,23 | Антон Бочкарёв Россия                                                  | 1.48,37 |
| 1500 м                 | Дмитрий Онуфриенко Россия                                                                                | 3.40,06 | Александр Кривчонков Россия                                                  | 3.40,75 | Александр Скворцов Россия                                              | 3.42,06 |
| 3000 м                 | Джеймс Гетанда Кения                                                                                     | 7.47,52 | Джозеф Косгеи Кения                                                          | 7.48,41 | Вячеслав Шабунин Россия                                                | 7.48,71 |
| 110 м с барьерами      | Игорь Перемота Россия                                                                                    | 13,62   | Сергей Чепига Россия                                                         | 13,66   | Юрий Волков Россия                                                     | 13,95   |
| 400 м с барьерами      | Михаил Липский Россия                                                                                    | 49,36   | Александр Деревягин Россия                                                   | 50,13   | Владислав Ширяев Россия                                                | 50,59   |
| 3000 м с препятствиями | Андрей Ольшанский Россия                                                                                 | 8.31,92 | Павел Потапович Россия                                                       | 8.36,66 | Андрей Кузнецов Россия                                                 | 8.39,75 |
| Прыжок в высоту        | Вячеслав Воронин Россия                                                                                  | 2,28    | Пётр Брайко Россия                                                           | 2,24    | Андрей Терёшин Россия                                                  | 2,24    |
| Прыжок с шестом        | Павел Герасимов Россия                                                                                   | 5,55    | Евгений Михайличенко Россия                                                  | 5,55    | Василий Горшков Россия                                                 | 5,40    |
| Прыжок в длину         | Виталий Шкурлатов Россия                                                                                 | 8,06    | Кирилл Сосунов Россия                                                        | 7,99    | Владимир Малявин Россия                                                | 7,85    |
| Тройной прыжок         | Даниил Буркеня Россия                                                                                    | 17,43   | Виктор Ястребов Украина                                                      | 17,14   | Давид Хиральт Куба                                                     | 16,81   |
| Метание диска          | Вячеслав Ивашкин Россия                                                                                  | 61,09   | Александр Боричевский Россия                                                 | 60,59   | Сергей Ляхов Россия                                                    | 59,27   |
| Метание молота         | Илья Коновалов Россия                                                                                    | 79,62   | Сергей Кирмасов Россия                                                       | 78,58   | Артём Рубанко Украина                                                  | 76,93   |
| Метание копья          | Александр Иванов Россия                                                                                  | 84,62   | Игорь Сухомлинов Россия                                                      | 78,23   | Владислав Шкурлатов Россия                                             | 72,60   |
| Толкание ядра          | Иван Юшков Россия                                                                                        | 20,55   | Александр Сальников Россия                                                   | 20,13   | Павел Софьин Россия                                                    | 19,82   |
| Эстафета 4×100 м       | Украина · Александр Кайдаш · Анатолий Довгаль · Константин Рурак · Константин Васюков · Дмитрий Глущенко | 38,91   | Россия · Александр Смирнов · Александр Рябов · Роман Смирнов · Андрей Епишин | 39,16   | Россия-Б · Дмитрий Васильев · Олег Сергеев · Илья Левин · Антон Галкин | 39,44   |

### Женщины
| Дисциплина             | Золото                     | Золото  | Серебро                    | Серебро | Бронза                       | Бронза  |
| ---------------------- | -------------------------- | ------- | -------------------------- | ------- | ---------------------------- | ------- |
| 100 м                  | Лариса Круглова Россия     | 11,31   | Ольга Фёдорова Россия      | 11,33   | Екатерина Григорьева Россия  | 11,37   |
| 200 м                  | Ирина Хабарова Россия      | 22,96   | Светлана Гончаренко Россия | 23,18   | Екатерина Кондратьева Россия | 23,23   |
| 400 м                  | Олеся Красномовец Россия   | 50,65   | Наталья Антюх Россия       | 50,91   | Олеся Зыкина Россия          | 51,07   |
| 800 м                  | Татьяна Андрианова Россия  | 1.57,71 | Ольга Котлярова Россия     | 1.57,96 | Светлана Черкасова Россия    | 1.58,23 |
| 1500 м                 | Ольга Егорова Россия       | 4.01,42 | Татьяна Томашова Россия    | 4.02,06 | Гульнара Самитова Россия     | 4.02,69 |
| 3000 м                 | Елена Задорожная Россия    | 8.41,29 | Лидия Григорьева Россия    | 8.45,73 | Галина Александрова Россия   | 8.47,90 |
| 100 м с барьерами      | Наталья Кресова Россия     | 12,87   | Мария Коротеева Россия     | 13,02   | Анай Техеда Куба             | 13,11   |
| 400 м с барьерами      | Екатерина Бахвалова Россия | 55,29   | Евгения Исакова Россия     | 56,51   | Елена Голованова Россия      | 56,82   |
| 3000 м с препятствиями | Светлана Иванова Россия    | 9.49,24 | Татьяна Вилисова Россия    | 9.54,64 | Наталья Измоденова Россия    | 9.58,26 |
| Прыжок в высоту        | Елена Слесаренко Россия    | 1,97    | Виктория Серёгина Россия   | 1,92    | Ольга Калитурина Россия      | 1,89    |
| Прыжок с шестом        | Анастасия Кирьянова Россия | 4,10    | Екатерина Султанова Россия | 4,00    | Юлия Лукинская Россия        | 4,00    |
| Прыжок в длину         | Ирина Симагина Россия      | 7,07    | Анастасия Ильина Россия    | 6,45    | Людмила Колчанова Россия     | 6,44    |
| Тройной прыжок         | Оксана Рогова Россия       | 14,50   | Анна Пятых Россия          | 14,40   | Елена Олейникова Россия      | 14,24   |
| Метание диска          | Наталья Садова Россия      | 68,63   | Ольга Чернявская Россия    | 65,09   | Оксана Есипчук Россия        | 62,72   |
| Метание молота         | Гульфия Ханафеева Россия   | 72,71   | Татьяна Лысенко Россия     | 71,54   | Ольга Кузенкова Россия       | 71,26   |
| Метание копья          | Валерия Забрускова Россия  | 62,80   | Ярмила Климешова Чехия     | 60,88   | Екатерина Ивакина Россия     | 59,92   |
| Толкание ядра          | Ирина Коржаненко Россия    | 20,65   | Светлана Кривелёва Россия  | 20,49   | Ольга Рябинкина Россия       | 18,72   |